# جهاز تحكم وي يو برو
جهاز تحكم وي يو برو هو جهاز تحكم بألعاب الفيديو أنتجته نينتندو لمشغل ألعاب الفيديو وي يو وهو متوفر باللونين الأسود والأبيض.

## تاريخ
كشفت نينتندو النقاب عن جهاز تحكم وي يو برو في معرض الترفيه الإلكتروني 2012. لاحظ العديد من صحفيي ألعاب الفيديو التشابه بين جهاز التحكم وجهاز تحكم إكس بوكس 360 من مايكروسوفت.